# تی جی فورد
ترنس جرود "تی. جی." فورد (به انگلیسی: Terrance Jerod "T. J." Ford) متولد ۱۹۸۳ میلادی در هیوستون بازیکن امریکایی حرفه‌ای ان بی ای است. فورد در دانشگاه تگزاس در آستین بسیار درخشید و بعنوان یکی از بهترین بازیکنان تگزاس لانگهورنز انتخاب شد.

## در ان بی ای
فورد در سال ۲۰۰۳ در درفت سرتاسری ان بی ای در رتبه هشتم توسط میلواکی باکس گزینش گردید. اما طولی نکشید که مصدومیت کمر جلوی پیشرفت او را گرفت. سپس به تیم تورنتو رپتورز در کشور کانادا پیوست و این تیم را توانست تا مرحله اول پلی آفس ان بی ای فصل ۲۰۰۵ جلو برد. سپس به تیم ایندیانا پیسرز رفت، اما مصدومیت کمر باز نگذاشت در بازی خویش بدرخشد. تا اینکه تیم سن آنتونیو اسپرز او را در سال ۲۰۱۱ بعنوان بازیکن پشتیبان تونی پارکر استخدام کرد.
مهارت وی در حرکات سرعتی است.